# Ploceus ruweti
Ploceus ruweti е вид птица от семейство Ploceidae.

## Разпространение
Видът е разпространен в Демократична република Конго.